# Tårnby (općina)
Tårnby je općina u danskoj regiji Hovedstaden.

## Zemljopis
Općina obuhvaća istočni dio otoka Zelanda i dio otok Amagera,  prositire se na 64,95 km2.

## Stanovništvo
Prema podacima o broju stanovnika iz 2009. godine općina je imala 40.214 stanovnika, dok je prosječna gustoća naseljenosti 619,15 stan/km2. Središte općine je grad Tårnby.

## Vanjske poveznice
- Službena stranica općine

### Ostali projekti
|  | Zajednički poslužitelj ima još gradiva o temi Tårnby (općina) |